# Quadrille créole

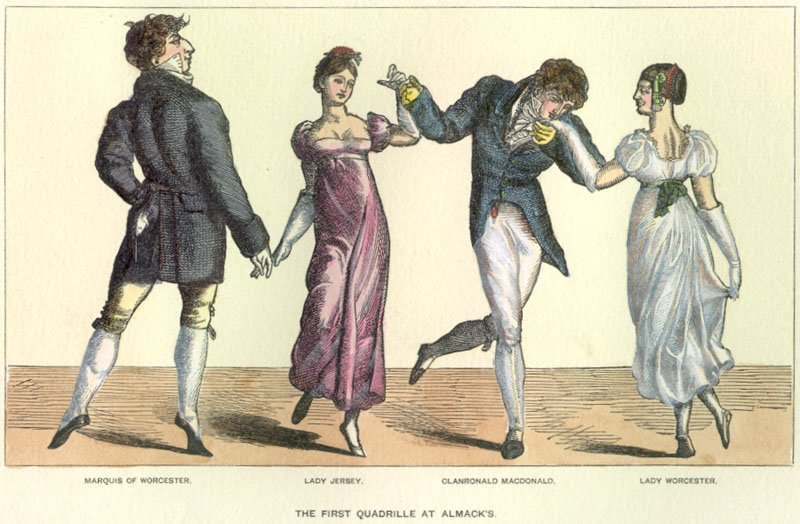
Le premier quadrille à l'Almack's

Le quadrille créole, aussi appelée kwadril, est une danse traditionnelle de certaines îles de la France d'outre-mer et de Guyane, celles que l'on regroupe parfois sous le nom de « vieilles colonies ». Sorte de quadrille influencé par la musique africaine, il donna naissance, à La Réunion, au genre musical nommé séga.
En Guadeloupe, les premiers musiciens de quadrille à enregistrer sur vinyle sont Ariste Ramier, Abel Marcille Commandeur, Iphano Salières, et Grévius Commandeur.